# Microhelia restrictalis
Microhelia restrictalis là một loài bướm đêm trong họ Noctuidae.